# Ectasie
Ne doit pas être confondu avec ecstasy.
L'ectasie (du grec ektasis : dilatation) est un terme général décrivant l'agrandissement anormal d'un vaisseau ou d'un organe creux.
Dans le cas d'une ectasie artérielle on parle d'anévrisme s'il y a des lésions de la media et une dilatation du calibre d'une artère (ex : ectasie aortique). En corollaire, en cas d'atteinte de bronches, il s'agit de bronchiectasies, une classe spécifique d'atteintes bronchiques chroniques.
La maladie de Cacchi-Ricci est l'atteinte congénitale d'une zone des reins (tube collecteur) associant une dilatation en forme de kystes.
Les varices sont des ectasies de la paroi veineuse.
Mastite à plasmocytes appelé aussi ectasie galactophorique.
L'ectasie cornéenne est la déformation de la cornée. Elle peut être primitive (kératocône) ou secondaire (secondaire à un acte de chirurgie réfractive cornéenne comme le LASIK.